# Етногенез вірмен
Етногенез вірменського народу.
Вірменський народ утворився наприкінці II - початку I тис. до н. е. на Вірменському нагір'ї в результаті поступового злиття племен, що проживали на ньому здавна, та їх спілок, а також деяких інших племен, які осіли тут наприкінці II тис. до н. е. Протягом тривалого історичного процесу етногенезу одні з цих племен передали вірменському народу передусім свій фізичний вигляд, інші - в основному традиції своєї матеріальної чи духовної культури, треті - переважно свою мову, яка потім увібрала в себе багато чого з лексичного багатства інших племен-учасників цього процесу.
Особливо важливий внесок хуррито-урартських племен, як найбільш численного і широко поширеного етнічного елемента нагір'я, який саме завдяки цьому склав фізичну основу народу, що перебував в процесі становлення. Сюди слід зарахувати споконвічне населення басейну озера Ван - урартські племена, далі, близько споріднені їм племена хурритів, що проживали в долині Арацані і верхів'ях Тигра, хурритські або близькі до них племена долини Араксу і верхів'їв Кури, які утворили великі племінні союзи Етиуні і Діаухі, і інші менш значні племена або їх об'єднання цього ж географічного ареалу. Важливий внесок також і хетто-лувійських племен, що населяли країни, розташовані в долині Верхнього Євфрату – Куммух, Ішува, Сухме та інші. Від племінного союзу Хайаса, крім іншого, вірменський народ успадкував і свою самоназву «хай».
Поряд з цими етнічними елементами в утворенні вірменського народу взяли участь також індоєвропейські племена Вірменії, що дали народу його друге ім'я - «вірмени», яким називають його інші народи. У період відомих переселень «народів моря» (XIII-XII ст. до н. е.) вірмени проникли в Малу Азію разом зі спорідненими їм фракон-фригійськими племенами з Балкан. (Втім, в останні роки висловлена думка, що прабатьківщина індоєвропейців знаходилася саме в східній частині Малої Азії). Потім вони просунулися далі на Вірменське нагір'я. Про все це свідчать повідомлення ряду давньогрецьких авторів, починаючи з «батька історії» Геродота (V ст. до н. е.). Ассирійські клинописні написи називають частину цих протоармян уруми (за їх найменуванням), іншу частину – мушку (по одній з назв споріднених їм фригійців). 
У 1115 р. до н. е. ассирійський цар Тіглатпаласар I вперше зіткнувся з племенами мушку, війська яких - 20 тис. бійців - під проводом п'яти вождів із зайнятих ними за 50 років до цього південно-західних областей Вірменського нагір'я вторглися до ассирійської держави. У наступному році війська цього царя билися вже з воїнами племен уруми, затвердилися в цих же областях.
Таким чином, тут, на території, що тяглася від західної повороту Євфрата на схід по долинах Арацані і Тигра, де вже раніше жили хурритські і хетто-лувійські предки вірмен, з XII ст. до н. е. починається поступовий процес етнічної консолідації і злиття всіх названих племен.
Зауважимо, що ту частину країни, де почався процес утворення вірменського народу, ассирійці за назвою племен уруми перейменовують в Уруму, а урарти, що стикалися з цими племенами трохи пізніше, називають її Урме.
Урартська держава майже з часу свого виникнення стикалося з країною Урме. Міну сповіщає про перемогу над нею, Аргишті I заявляє про те ж, Сардурі І повідомляє про оволодіння країною, руйнування населених пунктів, знищення населення. Очевидно, що країна завзято опиралася урартським навалам і, незважаючи ні на що, виживала.
Поширення вірменомовного етнічного елемента по окремих областях території Урарту почалося ще в VIII ст. до н. е., в період розквіту цієї держави. До цього призводила політика переселення жителів завойованих країн, або країн, які піддавалися навалі, у різні райони держави. Так, Аргишті I, як уже зазначалося, поселив у новозаснованому місті - фортеці Еребуні 6600 воїнів, ймовірно вірменомовних, вивезених з країн Хаті і Цупа. 10000 мешканців Урме були переселені Сардурі II із завойованої країни в район Вана і т. п.
У праці вірменського історика V ст. н. е. Мовсеса Хоренаці (Мойсея Хоренського) збереглися важливі відомості про події кінця VII ст. до н. е. З клинописних та інших джерел відомо, що в цей період Мідія і Вавилон виступали в тісному союзі проти Ассирії. У 614 р. мідяни оволоділи одним з найважливіших центрів Ассирії - містом-Ашшуром, а в 612 р. спільними зусиллями союзників була взята і віддана вогню ассирійська столиця Ніневія. Протягом декількох років Ассирія була остаточно розгромлена і перестала існувати як держава. За переказами, що зберігся в праці Мовсеса Хоренаці, учасниками цих подій були і вірмени, керовані своїм вождем Паруйром. Вони допомогли мідянам впоратися з Ассирією, за що Паруйр був увінчаний короною і став першим вірменським царем. Це переказ, безсумнівно, має історичне підґрунтя.
У період падіння Ассирії (кінець VII століття до н. е.) про Урарту, як про активну силі, вже нічого не чути. Це й зрозуміло, бо Урартська держава до того часу втратила колишню могутність, розпалася і перебувала напередодні загибелі. Замість урартів діють вірмени, які вийшли зі своєї колиски і перетворилися в могутню силу. Відбувається заключний етап становлення вірменського народу - інтенсивне поширення вірменського етномовного елемента по всьому нагір'ю.
Поширення вірменського етномовного елемента по нагір'ю зовні нагадує поширення урартів, що мало місце на цій же території приблизно двома століттями раніше. Однак тоді, у випадку з Урарту, результатом було лише об'єднання територій військовою силою, в процесі чого населення їх не злилося в єдиний народ, а виникло лише військово-політичний державне утворення, етнічно дуже строкате. Тепер же, поряд з неминучим військовим фактором, діяв ще сильніший народоутворюючий фактор - прагнення населення великій території до об'єднання та консолідації. Передумовою виникнення цього фактора були, з одного боку, цивілізуюча сила урартського панування, посунувши населення по шляху економічного і культурного прогресу, а з іншого, - і в ще більшій мірі, - внутрішній розвиток і дозрівання племен, що призводило до необхідності налагодити тісні взаємні зв'язки. В цих умовах наявність і активне розповсюдження вірменомовного цементуючого елемента дало новий ефект: відбулося не об'єднання, а злиття племен і народностей, при переважанні мови вірменської, в єдиний народ. Різномовне населення нагір'я, в тому числі і самі урарти, поступово звикає до вірменської мови, як до засобу міжплемінного спілкування, одночасно збагачуючи цю мову своєю лексикою, а потім переходить до вживання тільки цієї мови, яка тим самим перетворюється на загальнонародну мову якісно нової одиниці - вірменського народу, що утворився з багатьох етнічних компонентів.
На цій основі складається вже не держава давньосхідного типу, етнічно строката, яка утримується лише військовою силою, а держава нового типу, заснована на етнічних елементах, що йдуть до зближення і злиття, і така держава виявилася незрівнянно більш життєздатною.